# Бабкін Владислав Станіславович
Владислав Станіславович Бабкін — старший солдат Збройних Сил України, учасник російсько-української війни, що загинув у ході російського вторгнення в Україну в 2022 році.

## Життєпис
Владислав Бабкін народився 29 травня 1997 року в місті Нікополі на Дніпропетровщині. З початком повномасштабного російського вторгнення в Україну був мобілізований та перебував на передовій. Помер 6 травня 2022 року від поранень, отриманих під час виконання бойового завдання в Донецькій області. Прощання із загиблим відбулося 9 травня 2022 року в Храмі святого Петра Калнишевського. Похований на кладовищі рідного міста.

## Нагороди
- Орден «За мужність» III ступеня (2022, посмертно) — за особисту мужність і самовіддані дії, виявлені у захисті державного суверенітету та територіальної цілісності України, вірність військовій присязі[4].

## Ушанування пам'яті
Рішенням Нікопольської міської ради Владиславу Бабкіну разом з 36 іншими земляками посмертно присвоєні звання «Почесного громадянина міста Нікополя». Такі рішення затверджувалися Нікопольською міською радою. Посмертне звання «Почесного громадянина міста Нікополя» присвоюється військовослужбовцям з Нікополя за особисту мужність та героїзм, проявлені під час виконання службового, військового та громадянського обов'язків захищаючи державний суверенітет та територіальну цілісність України.